# 袁不約
袁不約（?—?），字還樸。新城（今浙江省富陽縣西南）人。
長慶三年鄭冠榜進士第。開成年間入蜀，劍南道四川節度使李固言聘为幕僚，加检校侍郎。仕至職方員外郎。有詩一卷，已佚。《全唐詩》存其詩四首。